# Scrittura maya

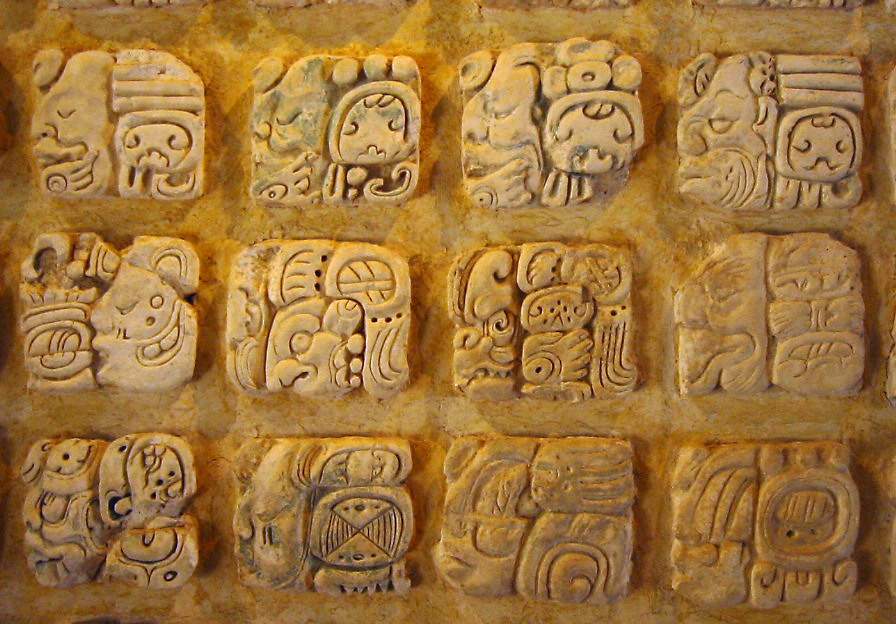
Glifi Maya in stucco presso il Museo de sitio in Palenque, Mexico

La scrittura maya (anche nota come geroglifici maya) era un sistema di scrittura logo-sillabico della civiltà precolombiana Maya, sviluppatesi in Mesoamerica. Attualmente è l'unico geroglifico a essere stato decifrato in parte. Le prime iscrizioni sono risalenti al III secolo a.C. e la scrittura è stata utilizzata in modo continuo fino all'arrivo dei conquistadores spagnoli nel XVI secolo d.C. La scrittura maya utilizzava logogrammi completati da una serie di glifi sillabici, similmente all'attuale scrittura giapponese. La scrittura maya venne chiamata geroglifica dai primi esploratori europei del XVIII e XIX secolo, che non la compresero e l'assimilarono ai geroglifici egiziani.
La scrittura maya venne decifrata per la prima volta dal russo Jurij Knorozov nel 1952. I progressi nella decifrazione continuano rapidamente tuttora, ed è generalmente condivisa, tra gli studiosi, la convinzione che oltre il 90% dei testi maya possa ora essere letto con una ragionevole accuratezza. Nel 2004 è stata elaborata la seguente lista che riporta i glifi attualmente conosciuti:
|   | (') | b | ch | ch' | h | j | k | k' | l | m | n | p | p' | s | t | t' | tz | tz' | w | x | y |
| - | --- | - | -- | --- | - | - | - | -- | - | - | - | - | -- | - | - | -- | -- | --- | - | - | - |
| a | •   | • | •  | •   | • | • | • | •  | • | • | • | • |    | • | • |    | •  | •   | • | • | • |
| e | •   | • | •  |     | • | • | • | •  | • | • | • |   |    |   | • |    |    |     |   |   | • |
| i | •   | • | •  |     | • | • | • | •  | • | • | • | • |    | • | • |    | •  | •   | • | • | • |
| o | •   | • | •  | •   | • | • | • | •  | • | • | • | • |    |   | • |    |    |     | • | • | • |
| u | •   | • | •  |     | • | • | • | •  | • | • | • | • |    | • | • | •  | •  | •   |   |   | • |
Tra i più importanti specialisti dell'interpretazione e della traduzione della scrittura maya vi sono molti archeologi, epigrafisti, linguisti e storici, tra cui:
- David Friedel alla SMU[2]
- David Stuart alla University of Texas
- Nikolai Grube all'Università di Bonn, Germania
- Alfonso Lacadena alla Universidad Complutense de Madrid
- Simon Martin alla University of Pennsylvania Museum
- William Fash alla Harvard University
- Diane Chase e Arlen Chase alla University of Central Florida
- Stephen Houston alla Brown University
- Arthur Demarest alla Vanderbilt University
- Robert Sharer alla University of Pennsylvania,
- William Sanders della Pennsylvania State University
- Linda Schele della University of Texas at Austin[2]
- Karl Taube alla University of California, Riverside
- Marc Zender ad Harvard, Peabody Museum
- Dmitri Beliaev, alla Russian State University for the Humanities, Mosca
- linguista Katherine Josserand (morta nel 2007) e Nicholas Hopkins
- linguista John Robertson alla Brigham Young University
- linguista Søren Wichmann al Max Planck Institut für evolutionäre Anthropologie di Lipsia

e molti altri ancora, fra cui un numero crescente di studiosi in America Latina.